# Everywoman (film)
Everywoman er en amerikansk stumfilm fra 1919 af George Melford.

## Medvirkende
- Theodore Roberts
- Violet Heming
- Clara Horton
- Wanda Hawley
- Margaret Loomis